# Herrarnas boardercross i snowboard vid olympiska vinterspelen 2010
Herrarnas snowboardcross under de olympiska vinterspelen 2010 i Vancouver hölls på Cypress Mountain den 15 februari. Den regerande olympiska mästaren från Turin 2006, amerikanen Seth Wescott, försvarade guldet och vann före Kanadas Mike Robertson och Frankrikes Tony Ramoin på silver- respektive bronsplats.

## Resultat

### Kval
| Placering | Startnummer | Namn                | Land       | Åk 1    | Åk 2    | Bästa    | Noteringar |
| --------- | ----------- | ------------------- | ---------- | ------- | ------- | -------- | ---------- |
| 1         | 33          | Alex Pullin         | Australien | 1.21,17 | 1.20,15 | 1.20,15  | Q          |
| 2         | 35          | Graham Watanabe     | USA        | 1.22,25 | 1.20,53 | 1.20,53  | Q          |
| 3         | 40          | Mike Robertson      | Kanada     | 1.21,73 | 1.20,15 | 1.20,15  | Q          |
| 4         | 50          | Xavier Delerue      | Frankrike  | 1.21,33 | 1.21,86 | 1.21,33  | Q          |
| 5         | 39          | Mario Fuchs         | Österrike  | 1.21,84 | 1.21,53 | 1.21,53  | Q          |
| 6         | 36          | Pierre Vaultier     | Frankrike  | 1.23,37 | 1.21,63 | 1.21,63  | Q          |
| 7         | 45          | Nick Baumgartner    | USA        | 1.22,64 | 1.21,70 | 1.21,70  | Q          |
| 8         | 47          | Nate Holland        | USA        | 1.21,78 | DSQ     | 1.21,78  | Q          |
| 9         | 56          | Damon Hayler        | Australien | 1.22,10 | 1.21,81 | 1.21,81  | Q          |
| 10        | 38          | Robert Fagan        | Kanada     | 1.23,06 | 1.21,87 | 1.21,87  | Q          |
| 11        | 49          | Drew Neilson        | Kanada     | 1.22,01 | 1.22,34 | 1.22,01  | Q          |
| 12        | 42          | Lukas Gruener       | Österrike  | 1.22,04 | 1.24,35 | 1.22,04  | Q          |
| 13        | 55          | Alberto Schiavon    | Italien    | 1.22,58 | 1.22,33 | 1.22,33  | Q          |
| 14        | 52          | Tony Ramoin         | Frankrike  | 1.23,62 | 1.22,34 | 1.22,34  | Q          |
| 15        | 46          | Francois Boivin     | Kanada     | 1.32,72 | 1.22,75 | 1.22,75  | Q          |
| 16        | 53          | Fabio Caduff        | Schweiz    | 1.24,84 | 1.22,78 | 1.22,78  | Q          |
| 17        | 41          | Seth Wescott        | USA        | 1.25,69 | 1.22,87 | 1.22,87  | Q          |
| 18        | 62          | Stefano Pozzolini   | Italien    | 1.24,41 | 1.23,08 | 1.23,08  | Q          |
| 19        | 61          | Federico Raimo      | Italien    | 1.23,16 | 1.23,35 | 1.23,16  | Q          |
| 20        | 65          | Andrej Boldykov     | Ryssland   | 1.23,28 | 1.30,20 | 1.23,28  | Q          |
| 21        | 34          | Markus Schairer     | Österrike  | 1.29,56 | 1.23,33 | 1.23,33  | Q          |
| 22        | 60          | Rok Rogeij          | Slovenien  | 1.23,37 | 1.23,50 | 1.23,37  | Q          |
| 23        | 43          | Paul-Henri Delerue  | Frankrike  | 1.23,60 | 1.23,57 | 1.23,57  | Q          |
| 24        | 51          | Stian Sivertzen     | Norge      | 1.25,08 | 1.23,80 | 1.23,80  | Q          |
| 25        | 63          | Joachim Havikhagen  | Norge      | 1.23,87 | 1.25,23 | 1.23,87  | Q          |
| 26        | 48          | David Speiser       | Tyskland   | 1.27,37 | 1.23,92 | 1.23,92  | Q          |
| 27        | 59          | Maciej Jodko        | Polen      | 1.24,76 | 1.24,11 | 1.24,11  | Q          |
| 28        | 54          | Mateusz Ligocki     | Polen      | 1.27,03 | 1.24,11 | 1.24,11  | Q          |
| 29        | 37          | Michal Novotný      | Tjeckien   | 1.24,23 | 1.24,53 | 1.24,23  | Q          |
| 30        | 58          | Simone Malusa       | Italien    | 1.24,88 | 1.24,53 | 1.24,53  | Q          |
| 31        | 66          | Regino Hernández    | Spanien    | 1.28,66 | 1.25,90 | 1.25,90  | Q          |
| 32        | 44          | David Bakeš         | Tjeckien   | DNF     | 1.26,05 | 1.26,05  | Q          |
| 33        | 57          | Konstantin Schad    | Tyskland   | 1.26,69 | DNF     | 1.26,69  |            |
| 34        | 67          | Lluis Marin Tarroch | Andorra    | DNF     | 1.47,36 | 1.47,36  |            |
| 99        | 64          | Jordi Font          | Spanien    | DNF     | DNS     | 9.99,99  |            |

### Utslagsrundor

#### Åttondelsfinaler
De 32 bästa deltagarna från kvalet gick vidare till åttondelsfinalerna. Därifrån deltog de i utslagningstävlingar med totalt fyra deltagare per heat. De två som gick i mål först i varje heat avancerade till kvartsfinalerna.
| Placering | Startnummer | Namn         | Land       | Noteringar |
| --------- | ----------- | ------------ | ---------- | ---------- |
| 1         | 17          | Seth Wescott | USA        | Q          |
| 2         | 16          | Fabio Caduff | Schweiz    | Q          |
| 3         | 1           | Alex Pullin  | Australien |            |
| 4         | 32          | David Bakeš  | Tjeckien   |            |

| Placering | Startnummer | Namn               | Land       | Noteringar |
| --------- | ----------- | ------------------ | ---------- | ---------- |
| 1         | 8           | Nate Holland       | USA        | Q          |
| 2         | 9           | Damon Hayler       | Australien | Q          |
| 3         | 25          | Joachim Havikhagen | Norge      |            |
| 4         | 24          | Stian Sivertzen    | Norge      |            |

| Placering | Startnummer | Namn            | Land      | Noteringar |
| --------- | ----------- | --------------- | --------- | ---------- |
| 1         | 12          | Lukas Gruener   | Österrike | Q          |
| 2         | 5           | Mario Fuchs     | Österrike | Q          |
| 3         | 21          | Markus Schairer | Österrike |            |
| 4         | 28          | Mateusz Ligocki | Polen     |            |

| Placering | Startnummer | Namn             | Land      | Noteringar |
| --------- | ----------- | ---------------- | --------- | ---------- |
| 1         | 20          | Andrej Boldykov  | Ryssland  | Q          |
| 2         | 29          | Michal Novotny   | Tjeckien  | Q          |
| 4         | 13          | Alberto Schiavon | Italien   |            |
| 4         | 4           | Xavier de Le Rue | Frankrike |            |

| Placering | Startnummer | Namn           | Land      | Noteringar |
| --------- | ----------- | -------------- | --------- | ---------- |
| 1         | 3           | Mike Robertson | Kanada    | Q          |
| 2         | 14          | Tony Ramoin    | Frankrike | Q          |
| 3         | 30          | Simone Malusa  | Italien   |            |
| 4         | 19          | Federico Raimo | Italien   |            |

| Placering | Startnummer | Namn            | Land      | Noteringar |
| --------- | ----------- | --------------- | --------- | ---------- |
| 1         | 6           | Pierre Vaultier | Frankrike | Q          |
| 2         | 11          | Drew Neilson    | Kanada    | Q          |
| 3         | 27          | Maciej Jodko    | Polen     |            |
| 4         | 22          | Rok Rogeij      | Slovenien |            |

| Placering | Startnummer | Namn                 | Land      | Noteringar |
| --------- | ----------- | -------------------- | --------- | ---------- |
| 1         | 10          | Robert Fagan         | Kanada    | Q          |
| 2         | 26          | David Speiser        | Tyskland  | Q          |
| 3         | 23          | Paul-Henri de Le Rue | Frankrike |            |
| 4         | 7           | Nick Baumgartner     | USA       |            |

| Placering | Startnummer | Namn              | Land    | Noteringar |
| --------- | ----------- | ----------------- | ------- | ---------- |
| 1         | 15          | Francois Boivin   | Kanada  | Q          |
| 2         | 18          | Stefano Pozzolini | Italien | Q          |
| 3         | 2           | Graham Watanabe   | USA     |            |
| 4         | 31          | Regino Hernández  | Spanien |            |

#### Kvartsfinaler
| Placering | Startnummer | Namn         | Land       | Noteringar |
| --------- | ----------- | ------------ | ---------- | ---------- |
| 1         | 17          | Seth Wescott | USA        | Q          |
| 2         | 8           | Nate Holland | USA        | Q          |
| 3         | 16          | Fabio Caduff | Schweiz    |            |
| 4         | 9           | Damon Hayler | Australien |            |

| Placering | Startnummer | Namn            | Land      | Noteringar |
| --------- | ----------- | --------------- | --------- | ---------- |
| 1         | 5           | Mario Fuchs     | Österrike | Q          |
| 2         | 12          | Lukas Gruener   | Österrike | Q          |
| 3         | 20          | Andrej Boldykov | Ryssland  |            |
| 4         | 13          | Michal Novotny  | Tjeckien  |            |

| Placering | Startnummer | Namn            | Land      | Noteringar |
| --------- | ----------- | --------------- | --------- | ---------- |
| 1         | 3           | Mike Robertson  | Kanada    | Q          |
| 2         | 14          | Tony Ramoin     | Frankrike | Q          |
| 3         | 6           | Pierre Vaultier | Frankrike |            |
| 4         | 11          | Drew Neilson    | Kanada    |            |

| Placering | Startnummer | Namn              | Land     | Noteringar |
| --------- | ----------- | ----------------- | -------- | ---------- |
| 1         | 10          | Robert Fagan      | Kanada   | Q          |
| 2         | 26          | David Speiser     | Tyskland | Q          |
| 3         | 18          | Stefano Pozzolini | Italien  |            |
| 4         | 15          | Francois Boivin   | Kanada   |            |

#### Semifinaler
| Placering | Startnummer | Namn          | Land      | Noteringar |
| --------- | ----------- | ------------- | --------- | ---------- |
| 1         | 8           | Nate Holland  | USA       | Q          |
| 2         | 17          | Seth Wescott  | USA       | Q          |
| 3         | 12          | Lukas Gruener | Österrike |            |
| 4         | 5           | Mario Fuchs   | Österrike |            |

| Placering | Startnummer | Namn           | Land      | Noteringar |
| --------- | ----------- | -------------- | --------- | ---------- |
| 1         | 3           | Mike Robertson | Kanada    | Q          |
| 2         | 14          | Tony Ramoin    | Frankrike | Q          |
| 3         | 10          | Robert Fagan   | Kanada    |            |
| 4         | 26          | David Speiser  | Tyskland  |            |

#### Finaler

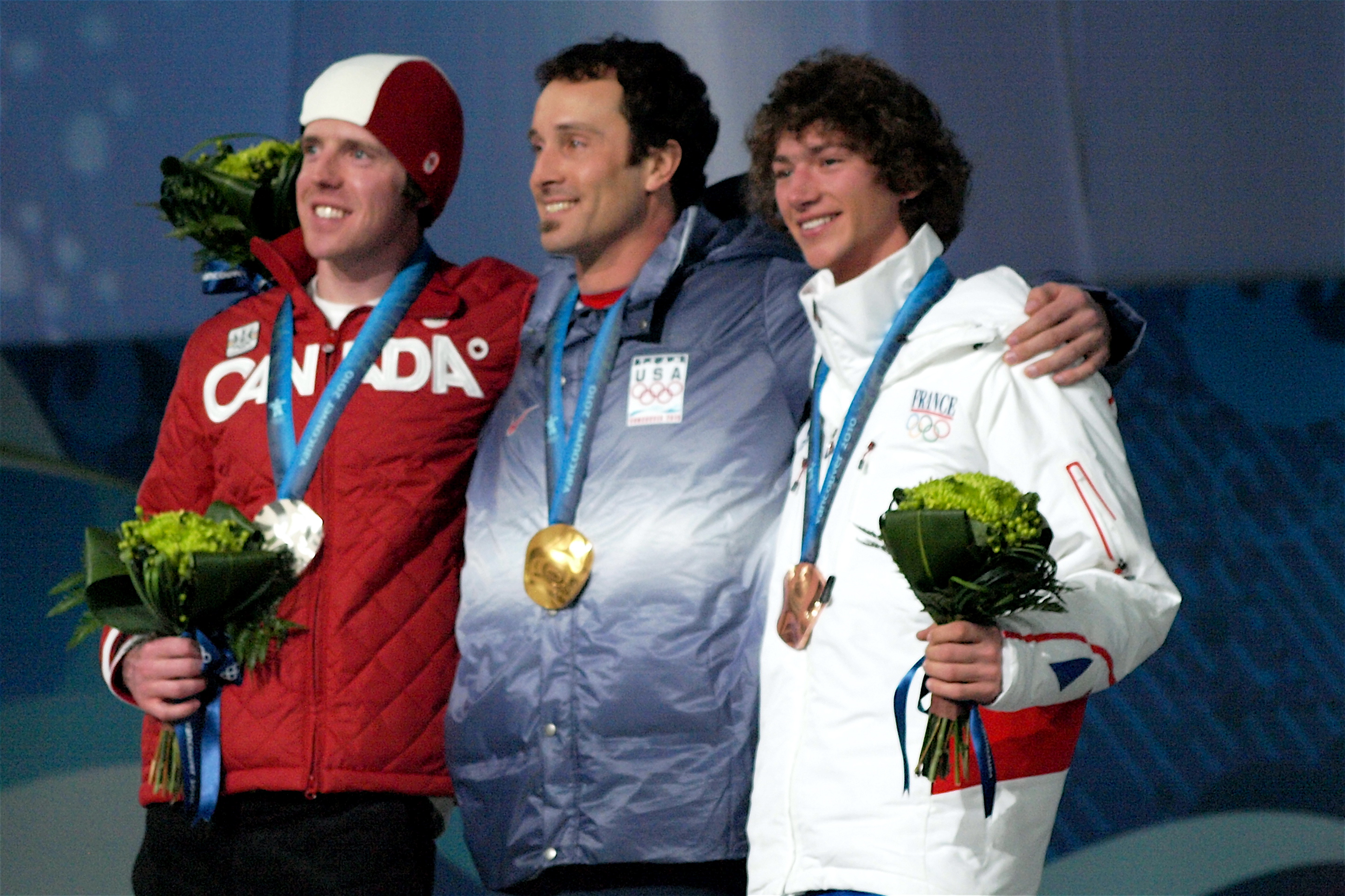
De tre medaljörerna.

Lilla finalen (B-final)
| Placering | Startnummer | Namn          | Land      |
| --------- | ----------- | ------------- | --------- |
| 5         | 10          | Robert Fagan  | Kanada    |
| 6         | 12          | Lukas Gruener | Österrike |
| 7         | 5           | Mario Fuchs   | Österrike |
| 8         | 26          | David Speiser | Tyskland  |

Stora finalen (A-final)
| Placering | Startnummer | Namn           | Land      |
| --------- | ----------- | -------------- | --------- |
| 1         | 17          | Seth Wescott   | USA       |
| 2         | 3           | Mike Robertson | Kanada    |
| 3         | 14          | Tony Ramoin    | Frankrike |
| 4         | 8           | Nate Holland   | USA       |

### Slutresultat
| Placering | Seedning | Startnummer | Namn                 | Land       | Noteringar |
| --------- | -------- | ----------- | -------------------- | ---------- | ---------- |
| 1         | 17       | 41          | Seth Wescott         | USA        |            |
| 2         | 3        | 40          | Mike Robertson       | Kanada     |            |
| 3         | 14       | 52          | Tony Ramoin          | Frankrike  |            |
| 4         | 8        | 47          | Nate Holland         | USA        |            |
| 5         | 10       | 38          | Robert Fagan         | Kanada     |            |
| 6         | 12       | 42          | Lukas Gruener        | Österrike  |            |
| 7         | 5        | 39          | Mario Fuchs          | Österrike  |            |
| 8         | 26       | 48          | David Speiser        | Tyskland   |            |
| 9         | 6        | 36          | Pierre Vaultier      | Frankrike  |            |
| 10        | 9        | 56          | Damon Hayler         | Australien |            |
| 11        | 11       | 49          | Drew Neilson         | Kanada     |            |
| 12        | 15       | 46          | Francois Boivin      | Kanada     |            |
| 13        | 16       | 53          | Fabio Caduff         | Schweiz    |            |
| 14        | 18       | 62          | Stefano Pozzolini    | Italien    |            |
| 15        | 20       | 65          | Andrej Boldykov      | Ryssland   |            |
| 16        | 29       | 37          | Michal Novotný       | Tjeckien   |            |
| 17        | 1        | 33          | Alex Pullin          | Australien |            |
| 18        | 2        | 35          | Graham Watanabe      | USA        |            |
| 19        | 4        | 50          | Xavier de Le Rue     | Frankrike  |            |
| 20        | 7        | 45          | Nick Baumgartner     | USA        |            |
| 21        | 13       | 55          | Alberto Schiavon     | Italien    |            |
| 22        | 19       | 61          | Federico Raimo       | Italien    |            |
| 23        | 21       | 34          | Markus Schairer      | Österrike  |            |
| 24        | 22       | 60          | Rok Rogeij           | Slovenien  |            |
| 25        | 23       | 43          | Paul-Henri de Le Rue | Frankrike  |            |
| 26        | 24       | 51          | Stian Sivertzen      | Norge      |            |
| 27        | 25       | 63          | Joachim Havikhagen   | Norge      |            |
| 28        | 27       | 59          | Maciej Jodko         | Polen      |            |
| 29        | 28       | 54          | Mateusz Ligocki      | Polen      |            |
| 30        | 30       | 58          | Simone Malusa        | Italien    |            |
| 31        | 31       | 66          | Regino Hernández     | Spanien    |            |
| 32        | 32       | 44          | David Bakeš          | Tjeckien   |            |
| 33        | 99       | 57          | Konstantin Schad     | Tyskland   |            |
| 34        | 99       | 67          | Lluis Marin Tarroch  | Andorra    |            |
| 99        | 99       | 64          | Jordi Font           | Spanien    | DNF        |